# Farid Russlan
Farid Russlan (né en 1968) est un compositeur français de musique de film. Il a composé la musique du film Kaena, la prophétie.

## Biographie
Farid Russlan est né dans une famille de mélomanes et commence à jouer du piano à l'âge de 6 ans. Il étudie ensuite le piano dans une école des beaux-arts en Algérie. Il n'y reste que trois ans, car il s'y ennuie. Il ne veut pas jouer les partitions des autres et a envie de composer de la musique, plus particulièrement pour l'image.
Farid Russlan arrive en France en 1986 et travaille comme ingénieur du son au Studio d'Auteuil. Parallèlement, durant trois ans, il compose la musique de films documentaires pour l'Institut national de la recherche agronomique (INRA), avec des ordinateurs et des synthétiseurs,.
En 1992, il signe un contrat chez Sony Music Publishing pour une durée de neuf ans,. Il travaille alors sur différents films, animations, documentaires, film publicitaires et également sur le premier film IMAX sur les volcans. Cela lui permet de développer tout un savoir-faire et d’acquérir un fond d'instruments acoustiques pour simuler un orchestre symphonique. Selon Farid Russlan : « Cela n'égale pas un orchestre, mais quand le budget ne le permet pas, cela peut aider. ».

## Filmographie

### Films
- 2023 : Kaena, la prophétie

### Documentaires
- Island Adventure (film IMAX)

### Jeux vidéo
- 2000 : Égypte II : La Prophétie d'Héliopolis
- 2004 : Kaena
- 2005 : Fahrenheit (Indigo Prophecy)